# Булијак
Булијак (фр. Bouliac) насеље је и општина у југозападној Француској у региону Аквитанија, у департману Жиронда која припада префектури Бордо.
По подацима из 2011. године у општини је живело 3140 становника, а густина насељености је износила 419,79 становника/km². Општина се простире на површини од 7,48 km². Налази се на средњој надморској висини од 75 метара (максималној 84 m, а минималној 4 m).

## Демографија
| 1962. | 1968. | 1975. | 1982. | 1990. | 1999. | 2011. |
| ----- | ----- | ----- | ----- | ----- | ----- | ----- |
| 1.084 | 1.102 | 2.375 | 2.398 | 2.841 | 3.248 | 3.140 |

График промене броја становника у току последњих година